# Franz Kirnbauer
Franz Kirnbauer (* 1955 in Pinkafeld; † 2009 in Graz) war ein österreichischer Kulturpublizist, Herausgeber der Jugendzeitschrift „Perplex“ und Gründer des Grazer Perplex-Verlages. 
Kirnbauer war Veranstalter von Filmwochen in Graz und von Ausstellungen und Lesungen zu zeitgeschichtlichen und friedenspolitischen Themen. In den letzten zehn Jahren seines Lebens war der jährlich stattfindende Literaturwettbewerb „Literatur überwindet Grenzen“ für junge Autoren der Schwerpunkt seiner Arbeit. Der Wettbewerb hatte zuletzt über 1.000 Teilnehmer aus mehr als 20 Nationen. 
2003 erhielt er das Bundes-Ehrenzeichen für Kultur der Republik Österreich.